# طبقة الهواء الصحراوية

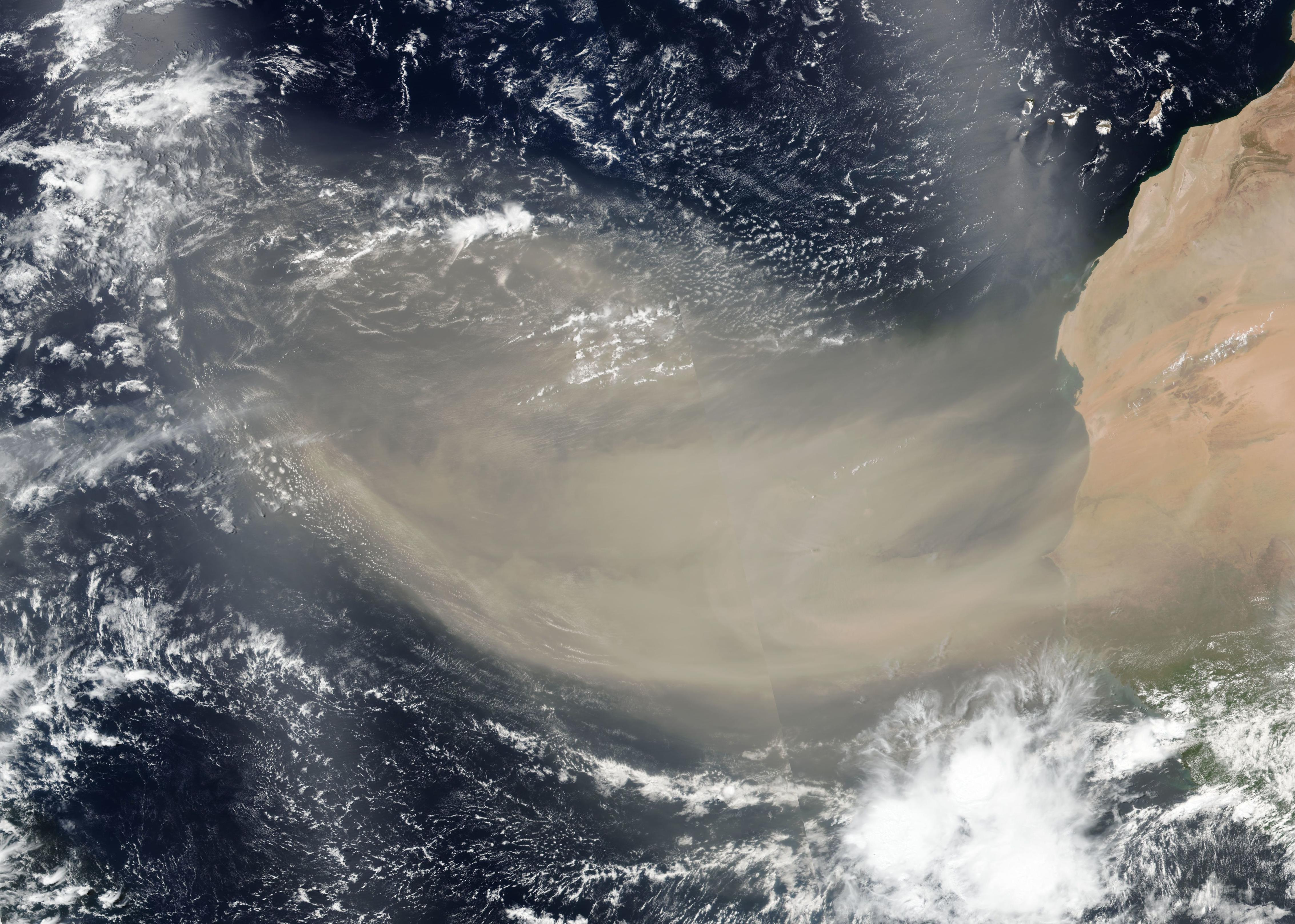
إزالة الغبار عن غرب أفريقيا في عام 2020

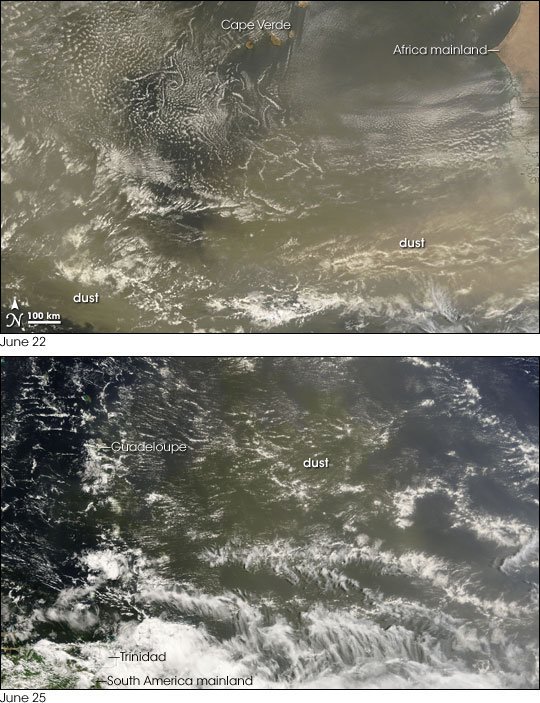
صور تُظهر غبار الصحراء وهو يعبر المحيط الأطلسي

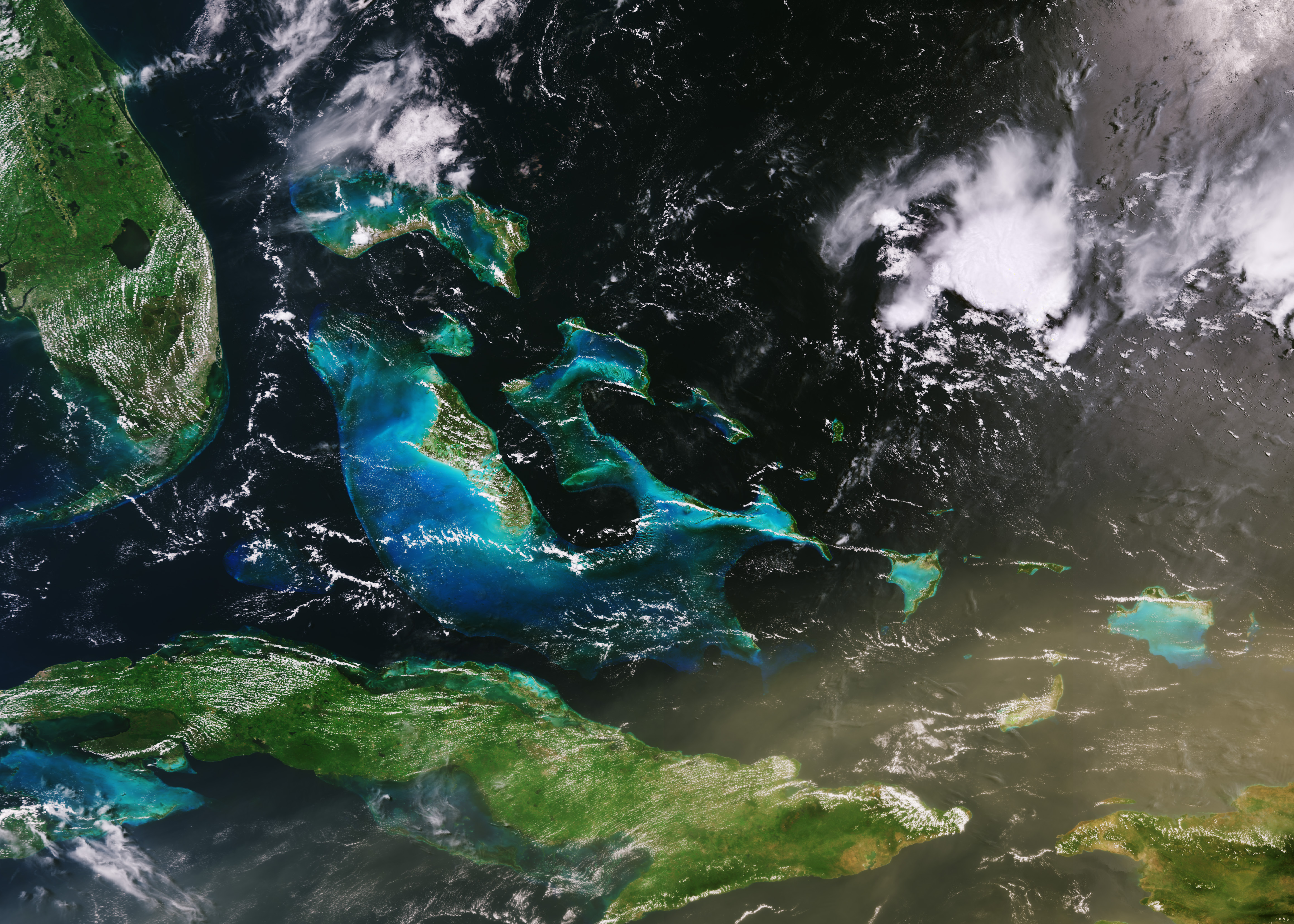
يمكن رؤية جزيئات الغبار حتى كوبا

طبقة الهواء الصحراوية (SAL) هي طبقة من الغلاف الجوي شديدة الحرارة والجفاف، وأحيانًا محملة بالغبار، وغالبًا ما تعلو الهواء السطحي الأكثر برودة ورطوبة في المحيط الأطلسي. تحمل ما يزيد عن 60 مليون طن من الغبار سنويًا فوق المحيط والأمريكتين.
تؤدي هذه الظاهرة السنوية أحيانًا إلى تبريد المحيط وقمع تكون الأعاصير المدارية الأطلسية.
وهو موضوع دراسة وبحث مستمر. تم افتراض وجودها لأول مرة في عام 1972. :1330

## التكوين
تُنشأ سحابة الغبار في الصحراء الكبرى وتمتد من السطح إلى عدة كيلومترات لأعلى.
عندما يندفع الغبار فوق المحيط الأطلسي، يرتفع فوق الهواء البحري الأكثر كثافة.
هذا الترتيب الجوي هو انقلاب حراري حيث تزداد درجة الحرارة مع الارتفاع، حيث أن الحد الفاصل بين الطبقة الهواء السطحي والطبقة البحرية يحد من تيارات الحمل الحراري المنبعثة من الطبقة البحرية. ونظرًا لجفاف الهواء، فإن معدل انخفاض حرارة طبقة الهواء السطحى مرتفع ، أي أن درجة الحرارة تنخفض بسرعة مع الارتفاع. 
تؤدي الاضطرابات مثل العواصف الرعدية فوق شمال إفريقيا إلى عواصف رملية هائلة، بعضها تصل إلى ارتفاع 6,000 متر (20,000 قدم).
تنتقل الطبقة غربًا عبر المحيط الأطلسي بواسطة سلسلة من المرتفعات الجوية الموجودة على ارتفاع 1,500–4,500 متر (4,900–14,800 قدم) فوق مستوى سطح البحر .  يقدر عددهم بحوالي 60-200 مليون طن من جزيئات غبار منطقة الصحراء الكبرى في شمال أفريقيا. 
أحيانًا يعمل منخفض جوي جنوب غرب جزر الكناري على زيادة سرعة الرياح وشدتها، مما يرفع الغبار إلى ارتفاع حوالي 5,000 متر (16,000 قدم) في الهواء وغالبًا ما تصل إلى منطقة البحر الكاريبي. 

## التأثيرات

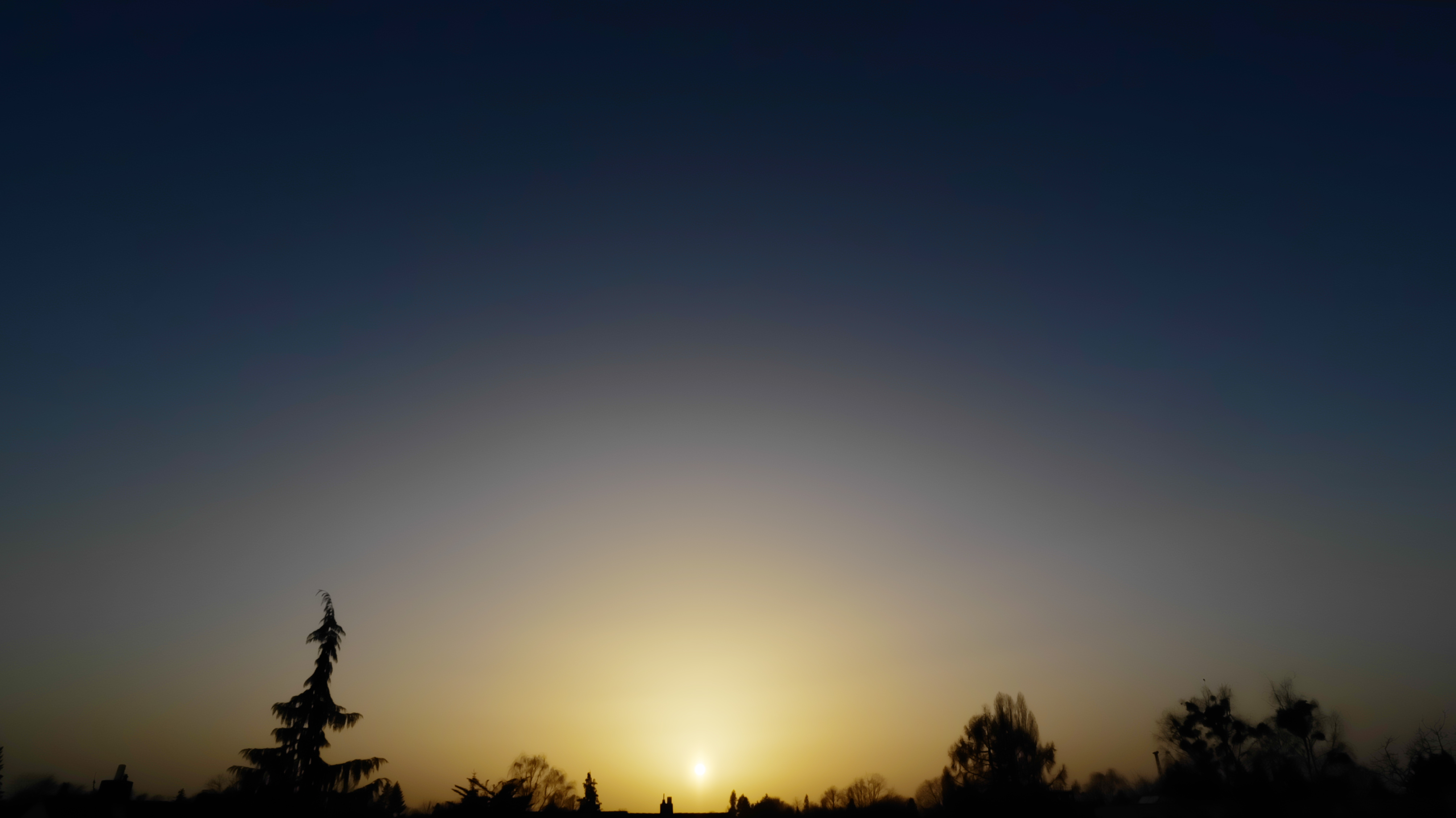
ليثوميتور عند غروب الشمس في برلين في 25 فبراير 2021، سماء صافية مع طبقة هواء صحراوية

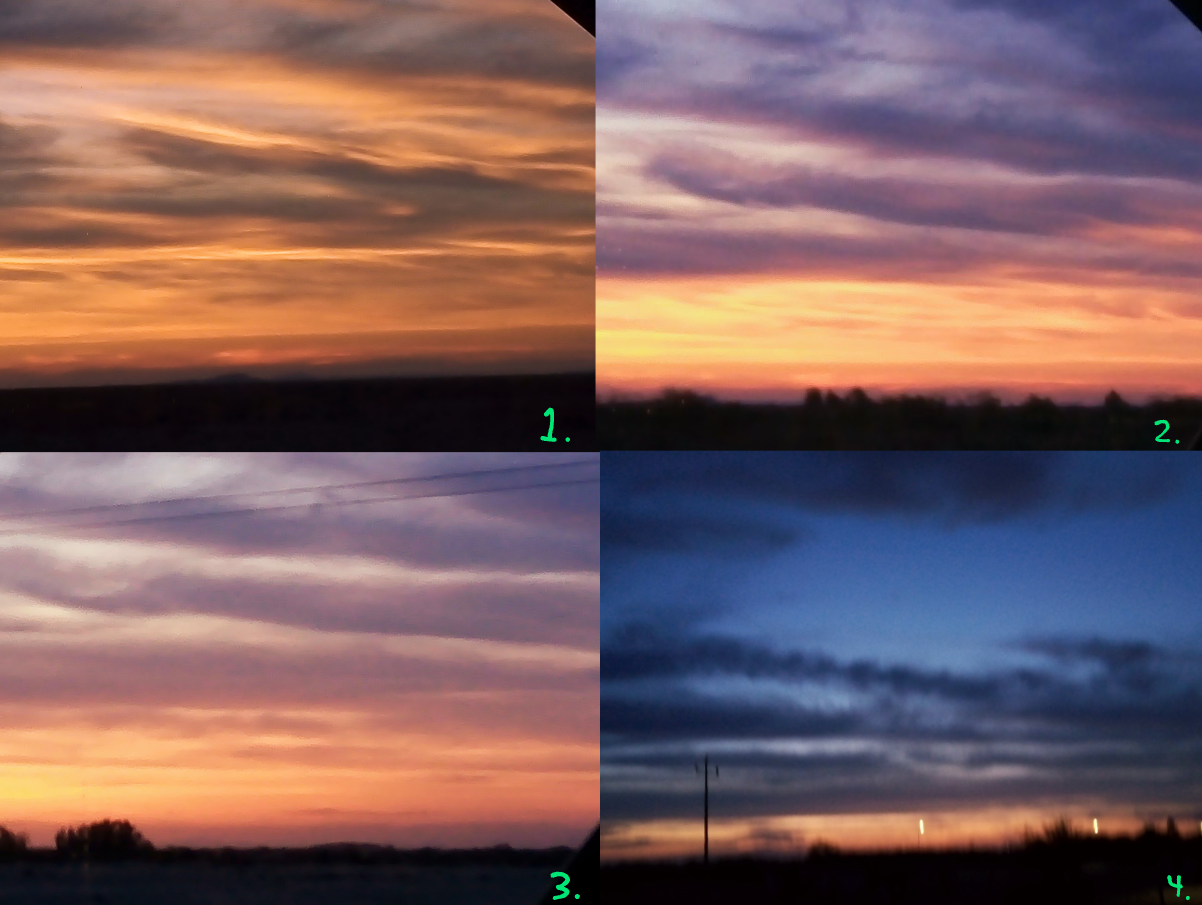
غروب الشمس الساطع أثناء وصول طبقة الهواء الصحراوي إلى شمال المكسيك

تمر طبقة الهواء الصحراوي فوق جزر الكناري ويطلق على هذه الظاهرة اسم " كاليما" (بالإنجليزية: "الضباب") تظهر على شكل ضباب يقلل من الرؤية ويترك طبقة من الغبار تغطي كل شيء. وتنتشر في أشهر الشتاء. ويعاني سكان جزر الكناري من مشاكل الجهاز التنفسي خلال هذه الظاهرة الجوية، وأحيانًا يكون الغبار شديدًا لدرجة تعطيل الحياة العامة والنقل.
في 8 يناير 2002، كان الغبار مكثفًا فوق مطار تنريفه الجنوبي ، مما خفض الرؤية إلى 50 متر (160 قدم) ، وبالتالى إغلاقه. 
تهب الرياح من شمال أفريقيا حاملة معها 20% من غبار العواصف الصحراوية فوق المحيط الأطلسي، و4% من غبار العاصفة الواحدة، يصل إلى غرب المحيط الأطلسي. ويستقر الباقي في المحيط أو تزال بواسطة الأمطار.[بحاجة لمصدر]
يعتقد العلماء أن القياسات التي أجريت في يوليو 2000 في بورتوريكو ، والتي بلغت نحو 8 مليون طن ، تعادل حوالي خمس إجمالي رواسب الغبار في العام.[بحاجة لمصدر]
تظهر سحب غبار طبقة الهواء الصحراوية في صور الأقمار الصناعية بلون أبيض حليبي إلى رمادي، يشبه الضباب .[بحاجة لمصدر]
تشير النتائج حتى الآن إلى أن جزيئات الغبار الغنية بالحديد الشائعة في طبقة الهواء الصحراوية تعكس أشعة الشمس، مما يبرد الغلاف الجوي. كما تقلل من أشعة الشمس التي تصل إلى المحيط ، مما يقلل من حرارة المحيط.
يزيد انجرافها نحو الطبقة البحرية السفلى من التكثيفلكنها لا تسبب هطول الأمطار لأن حجم القطرات المتكونة صغير جدا بحيث لا تسقط ولا تندمج بسهولة. وبالتالى تبخير هذه القطرات الصغيرة بسرعة أكبر عند انتقالها إلى هواء جاف أفقيًا أو عند اختلاط الهواء الجاف من أعلى.
تشير الدراسات حول الهباء الجوي إلى أن وجود جزيئات الغبار في الهواء يقلل الرياح.
ولوحظ أن طبقة الهواء الصحراوية تعيق تكون وتطور الأعاصير المدارية.

## روابط خارجية
- مهمة إعصار HS3 التابعة لوكالة ناسا لعام 2013 لاستكشاف غبار الصحراء الكبرى نسخة محفوظة 16 مايو 2017 على موقع واي باك مشين.